# Station Polliat
Station Polliat is een spoorwegstation in de Franse gemeente Polliat.